# اللجنة التحضيرية للحوار الوطني اليمني (2009)
اللجنة التحضيرية لمؤتمر الحوار الوطني هي لجنة تشكلت في مايو 2009 للقيام بالتحضير لانعقاد مؤتمر الحوار الوطني اليمني و يرأس اللجنة محمد سالم باسندوة ، و لكن بعد ثورة الشباب اليمنية لم يعد لهذه اللجنة دور يذكر وشرع الرئيس عبد ربه منصور هادي بتشكيل لجان أخرى للقيام بمهام الإعداد والتحضير لمؤتمر الحوار الوطني وحوت اللجان الجديدة كل فصائل اللجنة التحضيرية بالإضافة إلى الحوثيين و الحراك الجنوبي و شباب الثورة و العديد من الفصائل الأخرى .

## التأسيس
انعقد ملتقي التشاور الوطني في صنعاء بتاريخ 20 مايو - 21 مايو و انتخب المنعقدون أعضاء اللجنة التحضيرية لمؤتمر الحوار الوطني و ضمت القائمة ممثلين أحزاب الإصلاح والاشتراكي و حزب البعث واتحاد القوى الشعبية وحزب الحق ومنسقي المحافظات وممثلي أمانة اللجنة العليا .

## الأعضاء
| 1. المهندس/فيصل عثمان بن شملان 2.الأستاذ/محمد سالم باسندوة 3.الشيخ/ صادق بن عبد الله الأحمر 4.الشيخ/ عبد المجيد عزيز الزنداني 5.الشيخ/ فيصل بن مناع 6.الشيخ/ صالح فريد العولقي 7.الشيخ/ توكل المهري 8.اللواء/ محمدعبدالله الجايفي 9.الشيخ/ على عبد ربه القاضي 10.القاضي/ محمد على لقمان 11.د/ ناصر العولقي 12.ا/ حسين عبده عبد الله 13.اللواء/ حميد عبد الله العذري 14.الشيخ/ محمد موسى العامري | 15.الشيخ/ عبد السلام هشول زابية 16.الشيخ/ أحمد على باحاج 17.ا/ على حسين عشال 18.ا/ صخر أحمد الوجية 19.الشيخ/ على عبد ربه العواضي 20.ا/ على أحمد العمراني 21.د/ سعدالدين بن طالب 22.الشيخ/ عبد الله حسين الصافي 23.ا/ عبد العزيز جباري 24.اللواء/ عبد الملك السياني 25.ا/ جميل الأصبحي 26.الشيخ/ صالح بن الشكل الجعيدي 27.ا/ أحمد سالم شماخ 28.الشيخ/ على ناجي الصلاحي | 29.الحسن على ابكر 30.الشيخ/ علوي الباشا بن زبع 31.أ/ جمال المترب 32.شايع على العزي 33.د/ عبد الملك المخلافي 34.د/ ابوبكر صالح البابكري 35.د/ ثريا منقوش 36.د/ عبد الرشيد عبد الحافظ 37.د/ صالح السنباني 38.د/ عبد الكريم دماج 39.د/ بشير طربوش 40.د/ عبد الواحد هديش 41.نائف أحمد القانص 42.المحامي/ محمد ناجي علاو | 43.د/ محمداحمدالمخلافي 44.م/ نبيل عبد الحفيظ ماجد 45.القاضي/ احمدسيف حاشد 46.أ/ جوهرة حمود 47.أ/ ليندا احمدعلى 48.أ/ امه السلام الحاج 49.د/ رنا غانم 50.الشيخ/ غسان محمد ابولحوم 51.أ/ عبد الكريم احمدالعواضي 52.رضوان مسعود 53.عبد الرحمن الحميري 54.الشيخ/ جازم صالح الحدين |

### ممثلي الإصلاح
ممثلي التجمع اليمني للاصلاح :
1. أ/عبد الوهاب الانسي
2. أ/ محمد سعيد السعدي
3. أ/ سعيد شمسان
4. محمد قحطان

### ممثلي الاشتراكي
ممثلي الحزب الاشتراكي اليمني :
1. د/ ياسين سعيد نعمان
2. د/ سيف صائل خالد
3. د/ ابوبكر باذيب
4. أ/ يحى منصور ابواصبع

### ممثلي الوحدوي الناصري
ممثلي التجمع الوحدوي الناصري :
1. سلطان حزام العتواني
2. على محمد اليزيدي
3. محمد مسعد الرداعي
4. د/ عبده غالب العديني

### ممثلي البعث الاشتراكي
ممثلي حزب البعث العربي الاشتراكي :
1. د/ عبد الوهاب محمود
2. احمدمحمد حيدر
3. نايف أحمد القانص

### ممثلي القوى الشعبية
ممثلي حزب اتحاد القوى الشعبية :
1. د/ عبد الملك المتوكل
2. عبد السلام رزاز
3. على حسين الديلمي
4. شائف صالح النعيمي

### ممثلي حزب الحق
1. ممثلي حزب الحق :
2. حسن محمد زيد
3. محمديحى المنصور
4. احمدقاسم الديلمي
5. احمدعلى البحري

### ممثلي التجمع الوحدوي
ممثلي حزب التجمع الوحدوي :
1. عبد الله عوبل
2. عمر محمد عمر
3. علي عبد الكريم
4. عبد الكريم الفسيل

### منسقي المحافظات
1. محمد عوض الحربي- الامانة
2. انصاف علي مايو - عدن
3. حمود محمد ناجي المعزبي- صعده
4. عبد الرحمن الشريف- حجه
5. د/ حسن محمدالحرد- الحديدة
6. د/ عبد الرحمن الازرقي - تعز
7. على صالح البكري - لحج
8. ناصر عبد الله البجيري - ابين
9. أحمد محسن بن عبود- شبوة
10. محمدإبراهيم سيدون- المهرة
11. محمد غيلان- صنعاء
12. احمدحسن البكري- عمران
13. محمدناصرالطهيف- البيضاء
14. شاكرحسن الهتاري- ريمة
15. أمين ناجي الرجوي - أب
16. قاسم أحمد الذرحاني - الضالع
17. مبخوت بن عبود الشريف- مأرب

### الأمانة العليا
| - حميد بن عبد الله الأحمر (الأمين العام) - د/ عيدروس نصر النقيب - توكل كرمان | - وهبية صبرة - محسن بن شملان - محمد يحيى الصبري | - رشاد سالم على - محمد صالح البخيتي - عبد الرحمن المشرعي. |

## مشروع رؤية الإنقاذ الوطني
انعقد ملتقي التشاور الوطني في صنعاء بتاريخ 20 مايو - 21 مايو و خرج الملتقى بما سمي (مشروع رؤية الإنقاذ الوطني) كوثيقة سياسية بالغة الأهمية، قدمت تشخيصاً واضحاً لجذور الأزمة في اليمن، وقدمت الحلول والمعالجات لها وخطط الانتقال إلى تأسيس الدولة ومؤسساتها، وتتضمن هذه المعالجات تحقيق الحل العادل للقضية الجنوبية ومعالجة أسباب حرب صعده وبقية الحروب التي تنشب من وقت لآخر في المناطق الأخرى .
- أقرأ النص الكامل لوثيقة مشروع الإنقاذ الوطني : من هنا .

## وصلات خارجية
- الموقع الرسمي للجنة .